# غوران سورهيم
غوران سورهيم (بالنرويجية: Gøran Sørheim‏) مواليد 4 يونيو 1990 في النرويج، هو لاعب كرة يد نرويجي يلعب كوسط مدافع. مثل منتخب النرويج لكرة اليد.

## روابط خارجية
- غوران سورهيم على موقع الاتحاد النرويجي لكرة اليد (النرويجية)